# Keižonys

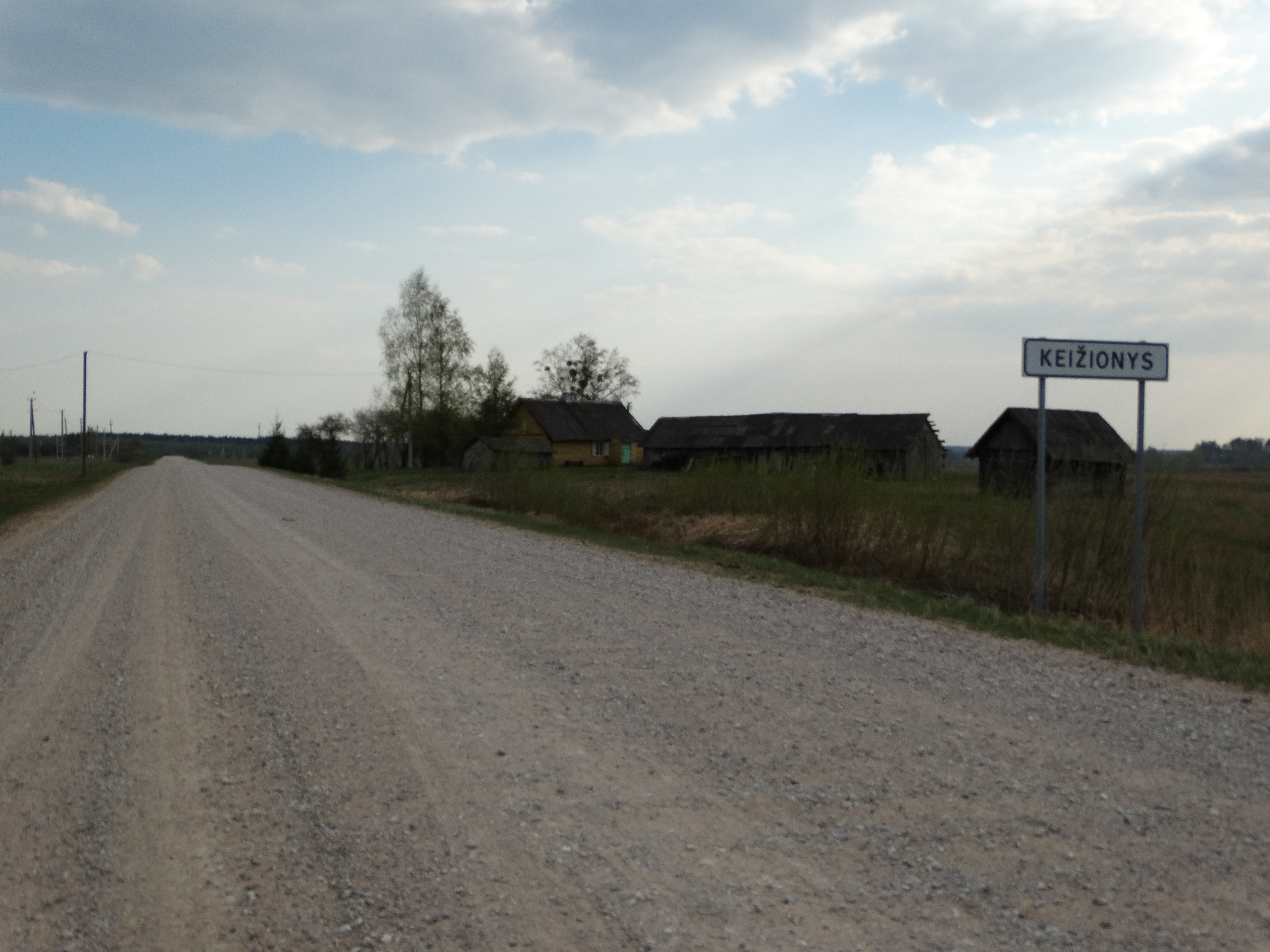
Einfahrt zum Dorf

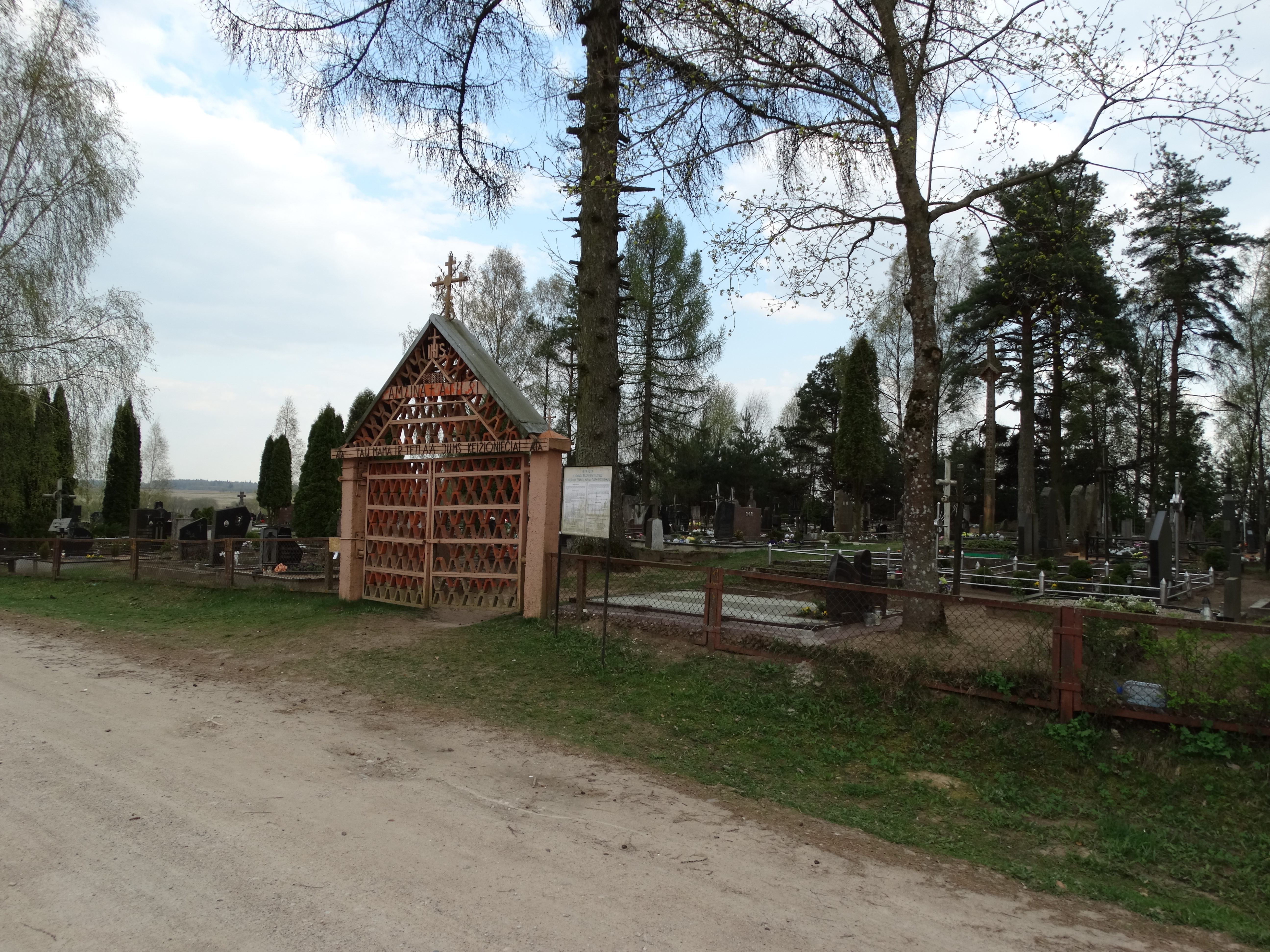
Friedhof Keižonys

Keižonys ist ein Dorf mit 55 Einwohnern (Stand 2011) in Litauen. Es liegt im Amtsbezirk Upninkai, im Osten der Rajongemeinde Jonava (Bezirk Kaunas), 19  Kilometer südöstlich von der Mittelstadt Jonava,  7 km von Upninkai, 10 km von Gelvonai,  12 km von Rukla, 15 km von Vepriai, 19 km von Šilai  und 19 km von der Mittelstadt Kaišiadorys entfernt. 2001 lebten 79 Einwohner im Dorf (1959: etwa 269). Die Postleitzahl ist LT-55480. 

## Objekte
Es gibt einen Friedhof. Die Upninkai-Linden (Upninkų liepos) ist ein Naturdenkmal seit 1984. Von 1996 bis 1998 gab es hier ein Unternehmen (Zenono Vaitkevičiaus įmonė), von 2006 bis 2007  die Leonas-Simniška-Stiftung (Leono Simniškos labdaros ir paramos fondas), gegründet vom ersten litauischen Luftballon-Flieger. Bis zum 21. August 2013 gab es hier einen Medizinpunkt Keižonys, eine Filiale der Ambulanz Upninkai (Viešosios įstaigos Upninkų ambulatorijos filialas Keižonių medicinos punktas).